# Список птахів Саудівської Аравії
Це перелік видів птахів, зафіксованих на території Саудівської Аравії. Авіфауна Саудівської Аравії налічує загалом 548 видів, з яких 12 були інтродуковані людьми. 25 видів перебувають на межі глобального зникнення.

## Позначки
Наступні теги використані для виділення деяких категорій птахів.
- (А) Випадковий — вид, який рідко або випадково трапляється в Саудівській Аравії
- (I) Інтродукований — вид, завезений до Саудівської Аравії як наслідок, прямих чи непрямих людських дій
- (Ex) Локально вимерлий — вид, який більше не трапляється в Саудівській Аравії, хоча його популяції існують в інших місцях
- (X) Вимерлий — вид або підвид, який мешкав у Саудівській Аравії, однак повністю вимер.

## Страусоподібні(Struthioniformes)
Родина: Страусові (Struthionidae)
- Страус африканський, Struthio camelus (реінтродукований)
  - Арабський страус, Struthio camelus syriacus (X)

## Гусеподібні(Anseriformes)
Родина: Качкові (Anatidae)
- Свистач рудий, Dendrocygna bicolor (A)
- Свистач індійський, Dendrocygna javanica (A)
- Гуска сіра, Anser anser
- Гуска білолоба, Anser albifrons
- Гуска мала, Anser erythropus (A)
- Лебідь-шипун, Cygnus olor (A)
- Лебідь чорнодзьобий, Cygnus columbianus
- Лебідь-кликун, Cygnus cygnus (A)
- Качка шишкодзьоба, Sarkidiornis melanotos (A)
- Каргарка нільська, Alopochen aegyptiacus (A)
- Огар рудий, Tadorna ferruginea
- Галагаз звичайний, Tadorna tadorna
- Чирянка-крихітка індійська, Nettapus coromandelianus (A)
- Чирянка велика, Spatula querquedula
- Широконіска північна, Spatula clypeata
- Нерозень, Mareca strepera
- Свищ євразійський, Mareca penelope
- Крижень звичайний, Anas platyrhynchos
- Шилохвіст північний, Anas acuta
- Чирянка мала, Anas crecca
- Чирянка вузькодзьоба, Marmaronetta angustirostris (A)
- Чернь червонодзьоба, Netta rufina (A)
- Попелюх звичайний, Aythya ferina
- Чернь білоока, Aythya nyroca
- Чернь чубата, Aythya fuligula
- Крех малий, Mergellus albellus (A)
- Крех середній, Mergus serrator (A)
- Савка білоголова, Oxyura leucocephala

## Куроподібні(Galliformes)
Родина: Цесаркові (Numididae)
- Цесарка рогата, Numida meleagris

Родина: Фазанові (Phasianidae)
- Куріпка пустельна, Ammoperdix griseogularis (A)
- Куріпка аравійська, Ammoperdix heyi
- Перепілка звичайна, Coturnix coturnix
- Перепілка-арлекін, Coturnix delegorguei (A)
- Кеклик кремовогорлий, Alectoris chukar
- Кеклик чорногорлий, Alectoris philbyi
- Кеклик чорноголовий, Alectoris melanocephala
- Турач туркменський, Francolinus francolinus (I) (Ex)[1]
- Турач сірий, Ortygornis pondicerianus

## Фламінгоподібні(Phoenicopteriformes)
Родина: Фламінгові (Phoenicopteridae)
- Фламінго рожевий, Phoenicopterus roseus
- Фламінго малий, Phoenicopterus minor (A)

## Пірникозоподібні(Podicipediformes)
Родина: Пірникозові (Podicipedidae)
- Пірникоза мала, Tachybaptus ruficollis
- Пірникоза червоношия, Podiceps auritus (A)
- Пірникоза сірощока, Podiceps grisegena (A)
- Пірникоза велика, Podiceps cristatus
- Пірникоза чорношия, Podiceps nigricollis

## Голубоподібні(Columbiformes)
Родина: Голубові (Columbidae)
- Голуб сизий, Columba livia
- Голуб-синяк, Columba oenas
- Припутень, Columba palumbus (A)
- Columba arquatrix
- Горлиця звичайна, Streptopelia turtur
- Streptopelia lugens
- Горлиця велика, Streptopelia orientalis (A)
- Горлиця садова, Streptopelia decaocto
- Streptopelia roseogrisea
- Streptopelia semitorquata
- Горлиця мала, Spilopelia senegalensis
- Горлиця капська, Oena capensis
- Вінаго жовточеревий, Treron waalia

## Рябкоподібні(Pterocliformes)
Родина: Рябкові (Pteroclidae)
- Рябок білочеревий, Pterocles alchata
- Рябок пустельний, Pterocles exustus
- Рябок сенегальський, Pterocles senegallus
- Рябок чорночеревий, Pterocles orientalis
- Рябок рудоголовий, Pterocles coronatus
- Рябок абісинський, Pterocles lichtensteinii

## Дрохвоподібні(Otidiformes)
Родина: Дрохвові (Otididae)
- Дрохва євразійська, Otis tarda (A)
- Дрохва аравійська, Ardeotis arabs
- Джек східний, Chlamydotis macqueenii
- Хохітва, Tetrax tetrax (A)

## Зозулеподібні(Cuculiformes)
Родина: Зозулеві (Cuculidae)
- Centropus superciliosus
- Зозуля чубата, Clamator glandarius
- Зозуля строката, Clamator jacobinus
- Дідрик білощокий, Chrysococcyx caprius (A)
- Дідрик білочеревий, Chrysococcyx klaas
- Зозуля звичайна, Cuculus canorus

## Дрімлюгоподібні(Caprimulgiformes)
Родина: Дрімлюгові (Caprimulgidae)
- Дрімлюга звичайний, Caprimulgus europaeus
- Дрімлюга буланий, Caprimulgus aegyptius
- Дрімлюга нубійський, Caprimulgus nubicus
- Дрімлюга гірський, Caprimulgus poliocephalus
- Дрімлюга блідий, Caprimulgus inornatus

## Серпокрильцеві(Apodiformes)
Родина: Серпокрильцеві (Apodidae)
- Серпокрилець білочеревий, Apus melba
- Серпокрилець чорний, Apus apus
- Серпокрилець блідий, Apus pallidus
- Серпокрилець малий, Apus affinis
- Серпокрилець білогузий, Apus caffer (A)
- Серпокрилець пальмовий, Cypsiurus parvus

## Журавлеподібні(Gruiformes)
Родина: Пастушкові (Rallidae)
- Пастушок водяний, Rallus aquaticus
- Деркач лучний, Crex crex
- Погонич звичайний, Porzana porzana
- Курочка водяна, Gallinula chloropus
- Лиска звичайна, Fulica atra
- Лиска африканська, Fulica cristata (A)
- Султанка зеленоспинна, Porphyrio madagascariensis
- Султанка сіроголова, Porphyrio poliocephalus (A)
- Багновик білогрудий, Amaurornis phoenicurus (A)
- Погонич малий, Zapornia parva
- Погонич-крихітка, Zapornia pusilla

Родина: Журавлеві (Gruidae)
- Журавель степовий, Anthropoides virgo
- Журавель сірий, Grus grus

## Сивкоподібні(Charadriiformes)
Родина: Лежневі (Burhinidae)
- Лежень степовий, Burhinus oedicnemus
- Лежень річковий, Burhinus senegalensis (A)
- Лежень плямистий, Burhinus capensis

Родина: Чоботарові (Recurvirostridae)
- Кулик-довгоніг чорнокрилий, Himantopus himantopus
- Чоботар синьоногий, Recurvirostra avosetta

Родина: Куликосорокові (Haematopodidae)
- Кулик-сорока євразійський, Haematopus ostralegus

Родина: Сивкові (Charadriidae)
- Сивка морська, Pluvialis squatarola
- Сивка звичайна, Pluvialis apricaria (A)
- Сивка бурокрила, Pluvialis fulva
- Чайка чубата, Vanellus vanellus
- Чайка шпорова, Vanellus spinosus
- Чайка індійська, Vanellus indicus
- Чайка степова, Vanellus gregarius
- Чайка білохвоста, Vanellus leucurus
- Пісочник монгольський, Charadrius mongolus
- Пісочник товстодзьобий, Charadrius leschenaultii
- Пісочник каспійський, Charadrius asiaticus
- Пісочник-пастух, Charadrius pecuarius (A)
- Пісочник морський, Charadrius alexandrinus
- Пісочник великий, Charadrius hiaticula
- Пісочник малий, Charadrius dubius
- Хрустан євразійський, Charadrius morinellus

Родина: Баранцеві (Scolopacidae)
- Кульон середній, Numenius phaeopus
- Кульон великий, Numenius arquata
- Грицик малий, Limosa lapponica
- Грицик великий, Limosa limosa
- Крем'яшник звичайний, Arenaria interpres
- Кульон тонкодзьобий, Numenius tenuirostris (A)
- Побережник ісландський, Calidris canutus (A)
- Брижач, Calidris pugnax
- Побережник болотяний, Calidris falcinellus
- Побережник червоногрудий, Calidris ferruginea
- Побережник білохвостий, Calidris temminckii
- Побережник довгопалий, Calidris subminuta (A)
- Побережник білий, Calidris alba
- Побережник чорногрудий, Calidris alpina
- Побережник малий, Calidris minuta
- Жовтоволик, Calidris subruficollis (A)
- Побережник арктичний, Calidris melanotos (A)
- Баранець малий, Lymnocryptes minimus
- Слуква лісова, Scolopax rusticola (A)
- Баранець-самітник, Gallinago solitaria (A)
- Баранець великий, Gallinago media (A)
- Баранець звичайний, Gallinago gallinago
- Баранець азійський, Gallinago stenura (A)
- Мородунка, Xenus cinereus
- Плавунець круглодзьобий, Phalaropus lobatus
- Плавунець плоскодзьобий, Phalaropus fulicarius (A)
- Набережник палеарктичний, Actitis hypoleucos
- Коловодник лісовий, Tringa ochropus
- Коловодник чорний, Tringa erythropus
- Коловодник великий, Tringa nebularia
- Коловодник ставковий, Tringa stagnatilis
- Коловодник болотяний, Tringa glareola
- Коловодник звичайний, Tringa totanus

Родина: Триперсткові (Turnicidae)
- Триперстка африканська, Turnix sylvatica (A)

Родина: Крабоїдові (Dromadidae)
- Крабоїд, Dromas ardeola

Родина: Дерихвостові (Glareolidae)
- Бігунець пустельний, Cursorius cursor
- Дерихвіст лучний, Glareola pratincola
- Дерихвіст степовий, Glareola nordmanni

Родина: Поморникові (Stercorariidae)
- Поморник середній, Stercorarius pomarinus
- Поморник короткохвостий, Stercorarius parasiticus

Родина: Мартинові (Laridae)
- Мартин тонкодзьобий, Chroicocephalus genei
- Мартин сіроголовий, Chroicocephalus cirrocephalus (A)
- Мартин звичайний, Chroicocephalus ridibundus
- Мартин буроголовий, Chroicocephalus brunnicephalus (A)
- Мартин малий, Hydrocoloeus minutus (A)
- Мартин середземноморський, Ichthyaetus melanocephalus (A)
- Мартин червономорський, Ichthyaetus leucophthalmus
- Мартин аденський, Ichthyaetus hemprichii
- Мартин каспійський, Ichthyaetus ichthyaetus
- Мартин сизий, Larus canus
- Мартин сріблястий, Larus argentatus
- Larus michahellis (A)
- Мартин жовтоногий, Larus cachinnans
- Мартин севанський, Larus armenicus
- Мартин чорнокрилий, Larus fuscus
- Крячок бурий, Anous stolidus
- Крячок строкатий, Onychoprion fuscatus (A)
- Крячок бурокрилий, Onychoprion anaethetus
- Крячок малий, Sternula albifrons
- Крячок мекранський, Sternula saundersi
- Крячок чорнодзьобий, Gelochelidon nilotica
- Крячок каспійський, Hydroprogne caspia
- Крячок чорний, Chlidonias niger (A)
- Крячок білокрилий, Chlidonias leucopterus
- Крячок білощокий, Chlidonias hybrida
- Крячок рожевий, Sterna dougallii (A)
- Крячок річковий, Sterna hirundo
- Крячок полярний, Sterna paradisaea (A)
- Крячок аравійський, Sterna repressa
- Крячок жовтодзьобий, Thalasseus bergii
- Крячок рябодзьобий, Thalasseus sandvicensis
- Крячок бенгальський, Thalasseus bengalensis

## Фаетоноподібні(Phaethontiformes)
Родина: Фаетонові (Phaethontidae)
- Фаетон червонодзьобий, Phaethon aethereus

## Буревісникоподібні(Procellariiformes)
Родина: Альбатросові (Diomedeidae)
- Альбатрос сірощокий, Thalassarche cauta (A)

Родина: Океанникові (Oceanitidae)
- Океанник Вільсона, Oceanites oceanicus

Родина: Качуркові (Hydrobatidae)
- Качурка вилохвоста, Hydrobates monorhis (A)

Родина: Буревісникові (Procellariidae)
- Бульверія товстодзьоба, Bulweria fallax (A)
- Буревісник світлоногий, Ardenna carneipes
- Буревісник сивий, Ardenna grisea (A)
- Буревісник реюньйонський, Puffinus bailloni
- Буревісник каріамуріанський, Puffinus persicus

## Лелекоподібні(Ciconiiformes)
Родина: Лелекові (Ciconiidae)
- Лелека чорний, Ciconia nigra
- Лелека африканський, Ciconia abdimii
- Лелека білий, Ciconia ciconia

## Сулоподібні(Suliformes)
Родина: Сулові (Sulidae)
- Сула жовтодзьоба, Sula dactylatra
- Сула білочерева, Sula leucogaster
- Сула червононога, Sula sula (A)

Родина: Бакланові (Phalacrocoracidae)
- Баклан великий, Phalacrocorax carbo
- Баклан перський, Phalacrocorax nigrogularis

## Пеліканоподібні(Pelecaniformes)
Родина: Пеліканові (Pelecanidae)
- Пелікан рожевий, Pelecanus onocrotalus
- Пелікан африканський, Pelecanus rufescens

Родина: Молотоголовові (Scopidae)
- Молотоголов, Scopus umbretta

Родина: Чаплеві (Ardeidae)
- Бугай водяний, Botaurus stellaris
- Бугайчик китайський, Ixobrychus sinensis (A)
- Бугайчик звичайний, Ixobrychus minutus
- Чапля сіра, Ardea cinerea
- Чапля чорноголова, Ardea melanocephala (A)
- Чапля-велетень, Ardea goliath
- Чапля руда, Ardea purpurea
- Чепура велика, Ardea alba
- Чепура середня, Ardea intermedia (A)
- Чепура мала, Egretta garzetta
- Чапля рифова, Egretta gularis
- Чапля єгипетська, Bubulcus ibis
- Чапля жовта, Ardeola ralloides
- Чапля індійська, Ardeola grayii (A)
- Чапля мангрова, Butorides striata
- Квак звичайний, Nycticorax nycticorax

Родина: Ібісові (Threskiornithidae)
- Коровайка бура, Plegadis falcinellus
- Ібіс священний, Threskiornis aethiopicus (A)
- Ібіс-лисоголов марокканський, Geronticus eremita (A)
- Косар білий, Platalea leucorodia
- Косар африканський, Platalea alba (A)

## Яструбоподібні(Accipitriformes)
Родина: Скопові (Pandionidae)
- Скопа, Pandion haliaetus

Родина: Яструбові (Accipitridae)
- Шуліка чорноплечий, Elanus caeruleus (A)
- Ягнятник, Gypaetus barbatus (A)
- Стерв'ятник, Neophron percnopterus
- Осоїд євразійський, Pernis apivorus
- Осоїд чубатий, Pernis ptilorhynchus
- Гриф чорний, Aegypius monachus (A)
- Гриф африканський, Torgos tracheliotos
- Сип плямистий, Gyps rueppelli (A)
- Сип білоголовий, Gyps fulvus
- Terathopius ecaudatus
- Змієїд блакитноногий, Circaetus gallicus
- Підорлик малий, Clanga pomarina(A)
- Підорлик великий, Clanga clanga
- Орел-карлик, Hieraaetus pennatus
- Орел рудий, Aquila rapax
- Орел степовий, Aquila nipalensis
- Могильник східний, Aquila heliaca
- Беркут, Aquila chrysaetos
- Орел кафрський, Aquila verreauxii
- Орел-карлик яструбиний, Aquila fasciata
- Яструб-крикун темний, Melierax metabates
- Габар, Micronisus gabar
- Лунь очеретяний, Circus aeruginosus
- Лунь польовий, Circus cyaneus
- Лунь степовий, Circus macrourus
- Лунь лучний, Circus pygargus
- Яструб туркестанський, Accipiter badius
- Яструб коротконогий, Accipiter brevipes (A)
- Яструб малий, Accipiter nisus
- Яструб великий, Accipiter gentilis (A)
- Шуліка чорний, Milvus migrans
- Орлан-білохвіст, Haliaeetus albicilla (A)
- Орлан-довгохвіст, Haliaeetus leucoryphus (A)
- Канюк звичайний, Buteo buteo
- Канюк степовий, Buteo rufinus

## Совоподібні(Strigiformes)
Родина: Сипухові (Tytonidae)
- Сипуха крапчаста, Tyto alba

Родина: Совові (Strigidae)
- Сплюшка індійська, Otus bakkamoena
- Сплюшка бліда, Otus pamelae
- Сплюшка євразійська, Otus scops
- Сплюшка булана, Otus brucei
- Пугач палеарктичний, Bubo bubo
- Пугач пустельний, Bubo ascalaphus
- Пугач аравійський, Bubo milesi
- Сич хатній, Athene noctua
- Сова бліда, Strix hadorami
- Сова аравійська, Strix butleri (A)
- Сова вухата, Asio otus (A)
- Сова болотяна, Asio flammeus

## Bucerotiformes
Родина: Одудові (Upupidae)
- Одуд, Upupa epops

Родина: Птахи-носороги (Bucerotidae)
- Токо плямистодзьобий, Lophoceros nasutus

## Сиворакшоподібні(Coraciiformes)
Родина: Рибалочкові (Alcedinidae)
- Рибалочка блакитний, Alcedo atthis
- Альціон білогрудий, Halcyon smyrnensis
- Альціон сіроголовий, Halcyon leucocephala
- Альціон білошиїй, Todiamphus chloris
- Рибалочка строкатий, Ceryle rudis

Родина: Бджолоїдкові (Meropidae)
- Бджолоїдка сомалійська, Merops revoilii
- Бджолоїдка білогорла, Merops albicollis
- Merops cyanophrys
- Бджолоїдка зелена, Merops persicus
- Бджолоїдка звичайна, Merops apiaster

Родина: Сиворакшові (Coraciidae)
- Сиворакша євразійська, Coracias garrulus
- Сиворакша абісинська, Coracias abyssinica
- Сиворакша бенгальська, Coracias benghalensis

## Дятлоподібні(Piciformes)
Родина: Дятлові (Picidae)
- Крутиголовка звичайна, Jynx torquilla
- Dendrocoptes dorae

## Соколоподібні(Falconiformes)
Родина: Соколові (Falconidae)
- Боривітер степовий, Falco naumanni
- Боривітер звичайний, Falco tinnunculus
- Кібчик червононогий, Falco vespertinus
- Кібчик амурський, Falco amurensis
- Підсоколик Елеонори, Falco eleonorae
- Підсоколик сірий, Falco concolor
- Підсоколик малий, Falco columbarius
- Підсоколик великий, Falco subbuteo
- Ланер, Falco biarmicus
- Балабан, Falco cherrug
- Сапсан, Falco peregrinus

## Папугоподібні(Psittaciformes)
Родина: Psittaculidae
- Папуга індійський, Psittacula eupatria (I)
- Папуга Крамера, Psittacula krameri (I)

## Горобцеподібні(Passeriformes)
Родина: Вивільгові (Oriolidae)
- Вивільга звичайна, Oriolus oriolus

Родина: Гладіаторові (Malaconotidae)
- Чагра велика, Tchagra senegala

Родина: Монархові (Monarchidae)
- Монарх-довгохвіст африканський, Terpsiphone viridis

Родина: Сорокопудові (Laniidae)
- Сорокопуд терновий, Lanius collurio
- Lanius phoenicuroides
- Сорокопуд рудохвостий, Lanius isabellinus
- Сорокопуд сибірський, Lanius cristatus (A)
- Сорокопуд індійський, Lanius vittatus (A)
- Сорокопуд сірий, Lanius excubitor
- Сорокопуд чорнолобий, Lanius minor
- Сорокопуд білолобий, Lanius nubicus
- Сорокопуд червоноголовий, Lanius senator

Родина: Воронові (Corvidae)
- Сорока аравійська, Pica asirensis
- Сорока звичайна, Pica pica
- Клушиця, Pyrrhocorax pyrrhocorax
- Галка звичайна, Corvus monedula (A)
- Ворона індійська, Corvus splendens
- Грак, Corvus frugilegus
- Ворона чорна, Corvus corone
- Крук строкатий, Corvus albus (A)
- Крук пустельний, Corvus ruficollis
- Крук короткохвостий, Corvus rhipidurus
- Крук звичайний, Corvus corax (A)

Родина: Ремезові (Remizidae)
- Ремез звичайний, Remiz pendulinus (A)

Родина: Жайворонкові (Alaudidae)
- Пікір великий, Alaemon alaudipes
- Жайворонок товстодзьобий, Ramphocoris clotbey
- Жайворонок вохристий, Ammomanes cinctura
- Жайворонок пустельний, Ammomanes deserti
- Жервінчик білолобий, Eremopterix nigriceps
- Фірлюк чагарниковий, Mirafra cantillans
- Жайворонок близькосхідний, Eremophila bilopha
- Жайворонок рудоголовий, Calandrella eremica
- Жайворонок малий, Calandrella brachydactyla
- Жайворонок двоплямистий, Melanocorypha bimaculata
- Жайворонок степовий, Melanocorypha calandra (A)
- Жайворонок аравійський, Eremalauda eremodites
- Жайворонок сірий, Alaudala rufescens
- Alaudala heinei
- Жайворонок лісовий, Lullula arborea (A)
- Жайворонок польовий, Alauda arvensis
- Жайворонок індійський, Alauda gulgula
- Посмітюха звичайна, Galerida cristata

Родина: Panuridae
- Синиця вусата, Panurus biarmicus (A)

Родина: Тамікові (Cisticolidae)
- Принія афро-азійська, Prinia gracilis
- Prinia lepida
- Таміка віялохвоста, Cisticola juncidis

Родина: Очеретянкові (Acrocephalidae)
- Очеретянка товстодзьоба, Arundinax aedon (A)
- Берестянка мала, Iduna caligata (A)
- Берестянка південна, Iduna rama
- Берестянка бліда, Iduna pallida
- Берестянка пустельна, Hippolais languida
- Берестянка оливкова, Hippolais olivetorum (A)
- Берестянка звичайна, Hippolais icterina
- Очеретянка тонкодзьоба, Acrocephalus melanopogon
- Очеретянка лучна, Acrocephalus schoenobaenus
- Очеретянка садова, Acrocephalus dumetorum (A)
- Очеретянка чагарникова, Acrocephalus palustris
- Очеретянка ставкова, Acrocephalus scirpaceus
- Очеретянка африканська, Acrocephalus baeticatus
- Очеретянка ірацька, Acrocephalus griseldis
- Очеретянка велика, Acrocephalus arundinaceus
- Очеретянка південна, Acrocephalus stentoreus

Родина: Кобилочкові (Locustellidae)
- Кобилочка річкова, Locustella fluviatilis (A)
- Кобилочка солов'їна, Locustella luscinioides
- Кобилочка-цвіркун, Locustella naevia

Родина: Ластівкові (Hirundinidae)
- Ластівка мала, Riparia paludicola (A)
- Ластівка сіровола, Riparia chinensis
- Ластівка берегова, Riparia riparia
- Ластівка білоброва, Neophedina cincta (A)
- Ластівка скельна, Ptyonoprogne rupestris
- Ластівка афро-азійська, Ptyonoprogne fuligula
- Ластівка сільська, Hirundo rustica
- Ластівка білогорла, Hirundo albigularis (A)
- Ластівка даурська, Cecropis daurica
- Ластівка міська, Delichon urbicum

Родина: Бюльбюлеві (Pycnonotidae)
- Бюльбюль червоночубий, Pycnonotus cafer (I)
- Бюльбюль червоногузий, Pycnonotus jocosus (I)
- Бюльбюль аравійський, Pycnonotus xanthopygos
- Бюльбюль рудогузий, Pycnonotus leucotis

Родина: Вівчарикові (Phylloscopidae)
- Вівчарик жовтобровий, Phylloscopus sibilatrix
- Вівчарик золотогузий, Phylloscopus orientalis (A)
- Вівчарик лісовий, Phylloscopus inornatus
- Вівчарик алтайський, Phylloscopus humei (A)
- Вівчарик бурий, Phylloscopus fuscatus (A)
- Вівчарик іранський, Phylloscopus neglectus
- Вівчарик весняний, Phylloscopus trochilus
- Вівчарик-ковалик, Phylloscopus collybita
- Вівчарик брунатний, Phylloscopus umbrovirens
- Вівчарик жовточеревий, Phylloscopus nitidus (A)
- Вівчарик зелений, Phylloscopus trochiloides (A)
- Вівчарик шелюговий, Phylloscopus borealis (A)

Родина: Вертункові (Scotocercidae)
- Вертунка, Scotocerca inquieta

Родина: Кропив'янкові (Sylviidae)
- Кропив'янка чорноголова, Sylvia atricapilla
- Кропив'янка садова, Sylvia borin
- Кропив'янка пустельна, Curruca nana
- Кропив'янка рябогруда, Sylvia nisoria
- Кропив'янка прудка, Sylvia curruca'
- Кропив'янка єменська, Curruca buryi
- Кропив'янка аравійська, Curruca leucomelaena
- Кропив'янка товстодзьоба, Curruca crassirostris
- Кропив'янка кіпрська, Curruca melanothorax (A)
- Кропив'янка біловуса, Curruca mystacea
- Кропив'янка Рюпеля, Curruca ruppeli
- Кропив'янка червоновола, Sylvia cantillans
- Кропив'янка середземноморська, Sylvia melanocephala (A)
- Кропив'янка сіра, Sylvia communis
- Кропив'янка піренейська, Curruca conspicillata (A)

Родина: Окулярникові (Zosteropidae)
- Окулярник абісинський, Zosterops abyssinicus

Родина: Leiothrichidae
- Кратеропа аравійська, Argya squamiceps

Родина: Шпакові (Sturnidae)
- Шпак звичайний, Sturnus vulgaris
- Шпак рожевий, Pastor roseus
- Шпак строкатий, Gracupica contra (I)
- Майна індійська, Acridotheres tristis (I)
- Майна берегова, Acridotheres ginginianus (I)
- Шпак-куцохвіст аметистовий, Cinnyricinclus leucogaster
- Моріо аравійський, Onychognathus tristramii

Родина: Дроздові (Turdidae)
- Дрізд-омелюх, Turdus viscivorus
- Дрізд співочий, Turdus philomelos
- Дрізд білобровий, Turdus iliacus
- Дрізд чорний, Turdus merula
- Дрізд єменський, Turdus menachensis
- Чикотень, Turdus pilaris
- Дрізд гірський, Turdus torquatus
- Дрізд чорноволий, Turdus atrogularis
- Дрізд темний, Turdus eunomus (A)

Родина: Мухоловкові (Muscicapidae)
- Мухоловка сіра, Muscicapa striata
- Мухоловка акацієва, Muscicapa gambagae
- Альзакола чорна, Cercotrichas podobe
- Соловейко рудохвостий, Cercotrichas galactotes
- Вільшанка, Erithacus rubecula
- Соловейко білогорлий, Irania gutturalis
- Соловейко східний, Luscinia luscinia
- Соловейко західний, Luscinia megarhynchos (A)
- Синьошийка, Luscinia svecica
- Мухоловка мала, Ficedula parva
- Мухоловка кавказька, Ficedula semitorquata
- Мухоловка білошия, Ficedula albicollis
- Горихвістка рудоспинна, Phoenicurus erythronotus (A)
- Горихвістка звичайна, Phoenicurus phoenicurus
- Горихвістка червоночерева, Phoenicurus erythrogastrus (A)
- Горихвістка чорна, Phoenicurus ochruros
- Скеляр малий, Monticola rufocinereus
- Скеляр строкатий, Monticola saxatilis
- Скеляр синій, Monticola solitarius
- Трав'янка лучна, Saxicola rubetra
- Трав'янка європейська, Saxicola rubicola
- Трав'янка білошия, Saxicola maurus
- Saxicola torquatus
- Трав'янка чорна, Saxicola caprata
- Кам'янка звичайна, Oenanthe oenanthe
- Кам'янка рудовола, Oenanthe bottae
- Кам'янка попеляста, Oenanthe isabellina
- Кам'янка білогруда, Oenanthe monacha
- Кам'янка пустельна, Oenanthe deserti
- Кам'янка лиса, Oenanthe pleschanka
- Кам'янка строката, Oenanthe melanoleuca
- Кам'янка кіпрська, Oenanthe cypriaca
- Кам'янка рудогуза, Oenanthe moesta (A)
- Oenanthe melanura
- Oenanthe picata (A)
- Кам'янка чорноголова, Oenanthe albonigra (A)
- Oenanthe leucopyga
- Oenanthe lugentoides
- Oenanthe finschii
- Oenanthe lugens
- Oenanthe xanthoprymna (A)
- Oenanthe chrysopygia

Родина: Омельгушкові (Hypocoliidae)
- Омельгушка, Hypocolius ampelinus

Родина: Нектаркові (Nectariniidae)
- Саїманга довгохвоста, Hedydipna metallica
- Маріка палестинська, Cinnyris osea
- Маріка блискотлива, Cinnyris habessinicus

Родина: Ткачикові (Ploceidae)
- Ткачик рудощокий, Ploceus galbula
- Ткачик смугастий, Ploceus manyar (I)
- Бая, Ploceus philippinus (I)

Родина: Астрильдові (Estrildidae)
- Астрильд аравійський, Estrilda rufibarba
- Бенгалик золотогрудий, Amandava subflava
- Бенгалик червоний, Amandava amandava (I)
- Сріблодзьоб індійський, Euodice malabarica
- Сріблодзьоб чорногузий, Euodice cantans
- Мунія іржаста, Lonchura punctulata (I)

Родина: Горобцеві (Passeridae)
- Горобець хатній, Passer domesticus
- Горобець чорногрудий, Passer hispaniolensis
- Горобець месопотамський, Passer moabiticus
- Горобець аравійський, Passer euchlorus
- Горобець лимонногорлий, Gymnornis xanthocollis
- Горобець малий, Gymnornis dentata
- Горобець короткопалий, Carpospiza brachydactyla

Родина: Плискові (Motacillidae)
- Плиска гірська, Motacilla cinerea
- Плиска жовта, Motacilla flava
- Плиска жовтоголова, Motacilla citreola
- Плиска біла, Motacilla alba
- Щеврик азійський, Anthus richardi
- Щеврик рудий, Anthus cinnamomeus
- Щеврик довгодзьобий, Anthus similis
- Щеврик польовий, Anthus campestris
- Щеврик лучний, Anthus pratensis
- Щеврик лісовий, Anthus trivialis
- Щеврик оливковий, Anthus hodgsoni (A)
- Щеврик червоногрудий, Anthus cervinus
- Щеврик гірський, Anthus spinoletta

Родина: В'юркові (Fringillidae)
- Зяблик звичайний, Fringilla coelebs
- В'юрок, Fringilla montifringilla (A)
- Костогриз звичайний, Coccothraustes coccothraustes (A)
- Чечевиця євразійська, Carpodacus erythrinus
- Чечевиця бліда, Carpodacus synoicus
- Bucanetes githagineus
- Снігар монгольський, Bucanetes mongolicus (A)
- Rhodospiza obsoleta
- Армілка єменська, Rhynchostruthus percivali
- Зеленяк звичайний, Chloris chloris
- Щедрик аравійський, Crithagra rothschildi
- Щедрик єменський, Crithagra menachensis
- Коноплянка, Linaria cannabina
- Linaria yemenensis
- Щиглик звичайний, Carduelis carduelis
- Щедрик королівський, Serinus pusillus (A)
- Чиж лісовий, Spinus spinus

Родина: Вівсянкові (Emberizidae)
- Вівсянка чорноголова, Emberiza melanocephala
- Вівсянка рудоголова, Emberiza bruniceps (A)
- Просянка, Emberiza calandra
- Вівсянка гірська, Emberiza cia
- Вівсянка білоголова, Emberiza leucocephalos (A)
- Вівсянка сіра, Emberiza cineracea
- Вівсянка садова, Emberiza hortulana
- Вівсянка сивоголова, Emberiza caesia
- Вівсянка каштанова, Emberiza tahapisi
- Вівсянка строкатоголова, Emberiza striolata
- Вівсянка очеретяна, Emberiza schoeniclus
- Вівсянка лучна, Emberiza aureola (A)
- Вівсянка-крихітка, Emberiza pusilla (A)
- Вівсянка-ремез, Emberiza rustica (A)